# Papilio chitondensis
Espèce
Papilio chitondensis est une espèce de lépidoptères (papillons) de la famille des Papilionidae. Cette espèce est endémique d'Angola.

## Systématique
L'espèce Papilio chitondensis a été décrite pour la première fois en 1966 par les entomologistes António Bivar de Sousa (d) et J. de A. Fernandes dans Arquivos do Museu Bocage, comme étant une sous-espèce de Papilio bromius, sous le protonyme Papilio bromius chitondensis.